# 矢野酉雄
矢野 酉雄（やの とりお、1897年（明治30年）10月6日 - 1963年（昭和38年）11月20日）は、大正から昭和期の教育者、雑誌編集者、政治家。参議院議員（1期）。号・孤山。

## 経歴
福岡県三池郡上内村大字上内（銀水村を経て現大牟田市大字上内）で矢野巽の息子として生まれる。福岡県立八女中学校を経て、1917年（大正6年）福岡師範学校を卒業。その後、中央大学法科、日本大学高等師範科で学び、同年、福岡県三池郡内各尋常小学校訓導を務めた。その後、文部省教員検定試験に合格し中等教員免状を取得。以後、沖縄県女子師範学校教諭兼訓導兼同県立高等女学校教諭、鹿児島県第二師範学校教諭兼訓導、福岡県立嘉穂中学校教諭、同県実業補習学校指導員などを務めた。
1933年（昭和8年）講談社に入社し編集、評論活動に従事。1936年（昭和11年）生長の家に加わり教育部長兼編集部長、本部理事を務めた。1947年（昭和22年）4月の第1回参議院議員通常選挙に全国区から無所属で出馬して当選（補欠、任期3年）。緑風会に所属し参議院在外同胞引揚問題に関する特別委員長、第3次吉田内閣厚生政務次官などを務めた。
1949年（昭和24年）5月16日、九州地方に向けた昭和天皇の戦後巡幸に際し、九州選出の国会議員27人が皇居を訪問、矢野が代表して昭和天皇に「つつがなき行幸をお祈りします」旨の言上を行っている。
1947年に生長の家から離れたため、1950年（昭和25年）6月の第2回通常選挙では落選し、参議院議員に1期在任した。また、1953年（昭和28年）4月の第26回衆議院議員総選挙に東京都第3区から無所属で立候補したが落選した。
その後、教育公論社長、矢野経済研究所会長などを務めた。
1963年（昭和38年）11月20日死去、66歳。死没日をもって勲四等旭日小綬章追贈、正七位から従五位に叙される。墓所は世田谷区松陰神社。

## 伝記
- 矢野酉雄記念出版刊行会編『孤山矢野酉雄』矢野酉雄記念出版刊行会、1964年。

## 著作
- 『胎教と幼児教育』宝文館、1924年。
- 『日本を建設するもの』教育公論社、1949年。

## 親族
- 妻 矢野克子（詩人、徳田球一の妹）[1][5]